# Michael Adolf II. z Althannu
Hrabě Michael Adolf II. Ignác z Althannu (německy Michael Adolf II Ignaz Graf von Althann, 17. února 1648, Vídeň – 26. června 1709) byl rakouský šlechtic z hraběcího rodu Althannů.

## Původ
Narodil se jako nejmladší syn hraběte Michaela Jana I. z Althannu († 1649) a jeho manželky Marie Markéty z Eggenbergu († 1657), dcery říšského knížete Jana Oldřicha z Eggenbergu (1628–1568), vévody krumlovského, a Marie Sidonie z Tannhausenu († 1616). Měl bratra Michaela Jana (1643–1722) a sestru Marii Johanu (* po roce 1642–1670).

### Manželství a potomstvo
Michael Adolf z Althannu byl dvakrát ženatý. První sňatek uzavřel 26. února 1669 ve Vídni s Maxmilianou z Neudeggu († 1683), dcerou svobodného pána Ehrenreicha Ferdinanda z Neudecku a hraběnky Marie Magdaleny z Hardegg-Glatz-Machlande (1626–1658). Z jejich manželství se narodily tyto děti:
- Marie Eleonora (1670 – 1734), provdaná 1701 za hraběte Ferdinanda z Zinzendorfu a Pottendorfu (6. srpna 1674, St. Pölten – 1728), syn hraběte Jana Ferdinanda z Zinzendorfu (1628–1686)
- Michael Ferdinand (* 1671; † mladý)
- Michael Ehrenreich Kristián (14. května 1672 – 1715), byl dvarkát ženatý: 1) od 1. prosince 1697 ve Vídni s hraběnkou Albertinou/Zuzanou Longuevalovou z Buquoy (1673 – 20. dubna 1707), 2) 1709 s hraběnkou Marií Annou Alžbětou z Daunu (1674 – 19. července 1747)
- Michael Adolf Maxmilián (1674–1707), ženatý s Marií Annou Pongratzovou ze Szent-Miklos († 21. července 1703)
- Marie Josefa (* 1673), provdaná 1699 za hraběte Karla Josefa Guarientiho z Raalu
- Marie Anna (1675–1710), provdaná 1698 za hraběte Jana Karla Antonína z Brugnioni († 1718)
- Mare Magdalena (* po roce 1675, † mladá)

Podruhé se oženil v roce 1688 s hraběnkou Marií Sidonií Josefou Breunnerovou (1657–1727), dcerou Siegfrieda Leonharda Breunnera († 1666) a jeho šesté manželky hraběnky Alžběty Polyxeny z Cavriani († 1703). Toto manželství zůstalo bezdětné.